# رودولفو ماسی
رودولفو ماسی (ایتالیایی: Rodolfo Massi؛ زادهٔ ۱۷ سپتامبر ۱۹۶۵) دوچرخه‌سوار اهل ایتالیا است. وی در مسابقات تور دو فرانس و جیرو دیتالیا شرکت کرده است.